# 阿德姆·阿西尔
阿德姆·阿西尔（土耳其語：Adem Asil，1999年2月21日—），土耳其男子竞技体操运动员，2022年世界竞技体操锦标赛男子吊环金牌得主、2021年夏季世界大运会男子吊环铜牌得主。